# Gerf Hussein

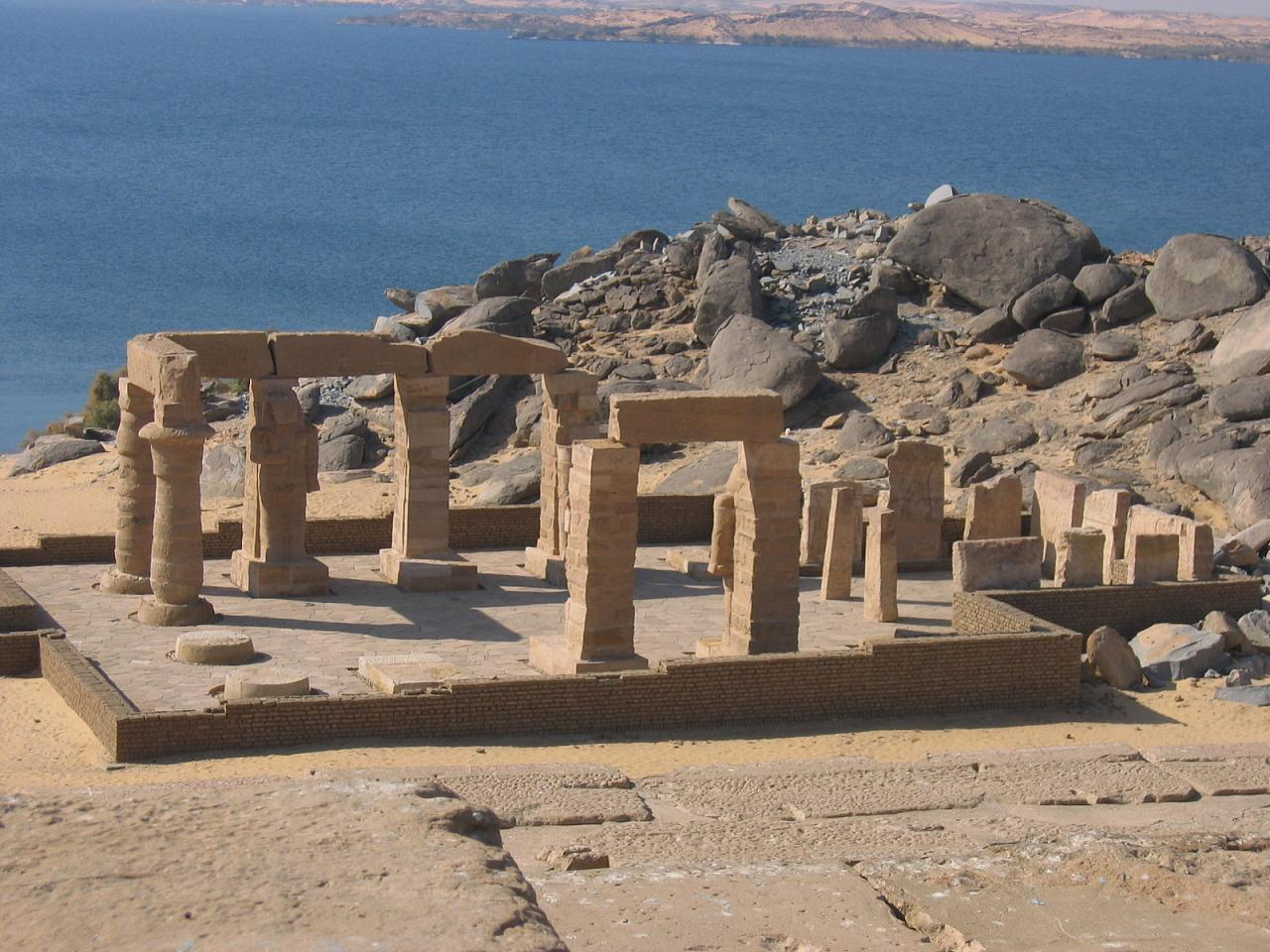
Den fristående gårdsplanen i templet Gerf Hussein

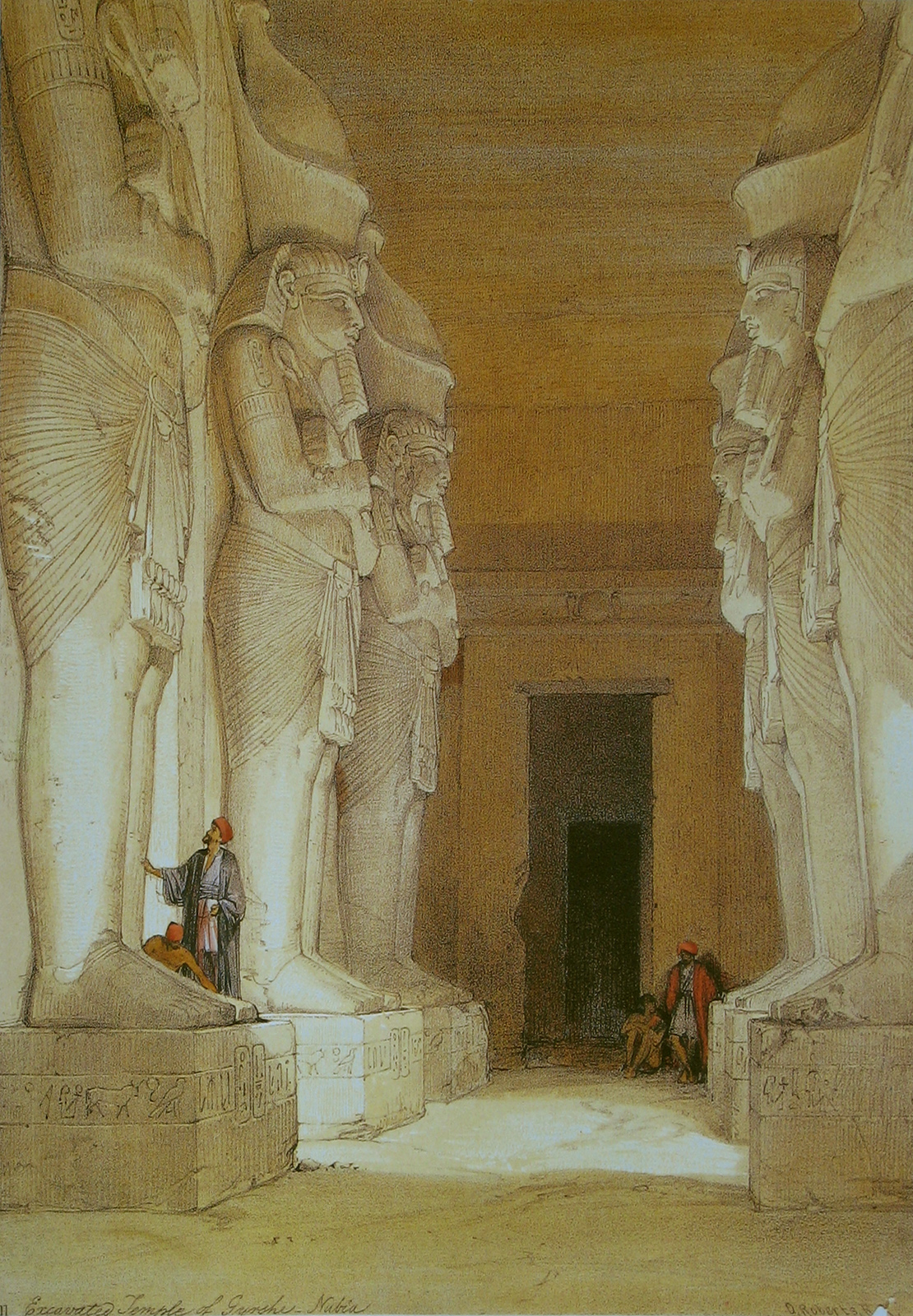
Insidan av klipptemplet Gerf Hussein. Målning av David Roberts.

Templet Gerf Hussein var ursprungligen ett delvis fristående tempel och delvis ett klipptempel av farao Ramses II, som byggdes av vicekungen i Nubien, Setau, på en plats ungefär 90 km söder om Assuan. Det var tillägnat "Ptah, Ptah-Tatenen och Hathor och associerat med Ramses, 'den stora Guden.'" Gerf Hussein var känd som Per Ptah eller "Huset Ptah." En aveny med sfinxer leder från Nilen till den första pylonen, som liksom gårdsplanen bortanför också är fristående. Gårdsplanen omges av sex kolonner och åtta statypelare. Ingången till peristylgården "är dekorerad med enorma statyer av Osiris." Den bakre delen av byggnaden, som är 43 meter djup, höggs ut ur berget och är byggd i samma stil som Abu Simbel med en pelarhall med två rader med tre statypelare och har hela fyra statyalkover, var och en med gudomliga triader längs sidorna.
Bortom hallen ligger offerbordssalen och båtkammaren med fyra kultstatyer av Ptah, Ramses, Ptah-Tatenen och Hathor uthuggna ur berget. Under byggandet av Assuandammen i slutet av 1960-talet monterades delar av det fristående templet ned och återuppbyggdes i Nya Kalabsha. Det mesta av klipptemplet lät man vara kvar på grund av dess dåliga skick och det ligger nu under vattenytan.